# Поцело (Фрозиноне)
Поцело је насеље у Италији у округу Фрозиноне, региону Лацио.
Према процени из 2011. у насељу је живело 125 становника. Насеље се налази на надморској висини од 496 м.